# FreeProxy
FreeProxy, працює на платформах Microsoft Windows, спочатку у 1999 році розроблявся як метод спільного доступу до Інтернету. З того часу він постійно розвивався до 2010 року, і тепер надає цілу низку інтернет-послуг. Програмне забезпечення є безкоштовним, але недоступне за умовами GNU General Public License

## Протоколи
Теперішні функції програми умовно поділяються на Проксі-сервер та Web-сервер. Проксі-сервер включає HTTP, SMTP, POP3, SOCKS, FTP і узагальнений TCP-тунель. Сервер включає Web-сервер (HTTP і HTTPS), та Поштовий сервер (SMTP з розширеннями і POP3). Підтримуються ISAPI плагіни, що дозволяє обробляти на стороні сервера сценарії, такі як наприклад PHP.

## Загальні характеристики
FreeProxy підтримує NTLM, Basic та Digest аутентифікацію для HTTP. Імпорт Чорного і Білого списків, визначення фільтрів URL, можна налаштовувати кешування та логування.

## Оцінка користувачів
FreeProxy має понад 500,000верифікованих завантажень, однак цілком ймовірно, що кількість набагато більша, оскільки він розміщений на сотнях стороніх сайтів для завантаження. Його використовують переважно домашні користувачі та власники малого бізнесу, хоча компанії та організації котрі мають до 200 користувачів не використовують даними послугами uncommon. Ці особливості роблять FreeProxy ідеальним для використання з іншими продуктами, які вимагають стабільного http-проксі. Відгуки загалом дуже схвальні, тому журнал PC Magazine визнав його найкращим у 2007 році у категорії «Мережі та мобільність». Також згадується в Fox News' в колонці «Cheapskate Guide».